# Кондаков, Юрий Георгиевич
Ю́рий Гео́ргиевич Кондако́в (род. 24 ноября 1951 года ) — советский конькобежец. Серебряный призёр зимних Олимпийских игр 1976 года, участник зимних Олимпийских игр 1980 года. Бронзовый призёр чемпионата мира (1975), чемпион СССР (1975 - классическое многоборье, 1973, 1975, 1980 - 1500 м, 1975 - 5000 м, 1974 - 10000 м), серебряный (1975 - 10000 м) и бронзовый (1977, 1978 - 1500 м) призёр чемпионатов СССР, рекордсмен мира и СССР. Заслуженный мастер спорта СССР (1981) Выступал за СК "Факел", ДСО "Труд" (Свердловск) и ВС (Киев).

## Биография
Начал заниматься конькобежным спортом в 1966 году в детской спортивной школе «Факел» закрытого города Свердловск-45. Занимался под руководством тренера Анатолия Фёдоровича Кузнецова.
Уже в 1969 году он участвовал на первенстве РСФСР среди молодёжи. В 1970 году учащийся Свердловского техникума физкультуры получил звание мастер спорта СССР.
В январе 1972 года стал вторым в абсолютном зачёте на первенстве СССР среди юниоров, выполнив норматив мастера спорта в беге на 3000 метров. В марте выиграл 1-й неофициальный чемпионат мира среди юниоров в классическом многоборье. В марте на соревнованиях на приз Якова Мельникова Юрий Кондаков, на тот момент работающий слесарем-электриком, стал вторым в многоборье.
В 1973 году он впервые выиграл на дистанции 1500 метров на первенстве страны, после чего дебютировал в составе сборной на чемпионате мира в Девентере, где занял 11-е место в абсолютном зачёте. В декабре в соревнованиях на приз Совета Министров Казахской ССР Юрий установил два рекорда СССР, первый на дистанции 5000 м - 7:15,95 сек, а второй в сумме многоборья - 171,264 очка. 25 декабря там же в Алма-Ате Кондаков установил ещё один рекорд на дистанции 3000 метров - 4:03.67 сек. 
В 1974 году Кондаков выиграл на чемпионате СССР в классическом многоборье на дистанции 10 000 метров. 26 января дебютировал на чемпионате Европы в Эскильстуне, заняв 8-е место в многоборье, а на чемпионате мира в Инцелле занял 6-е место. Следом участвовал на V зимней Спартакиаде народов РСФСР и занял 2-е место в забеге на 1500 метров. В марте он победил на чемпионате СССР на отдельных дистанциях 1500 и 5000 метров.
Сезон 1974/1975 был для спортсмена лучшим: учащийся Свердловского техникума физкультуры выиграл бронзу в классическом многоборье на чемпионате мира в Осло, а также на чемпионате СССР победил в многоборье и на дистанциях 1500 и 5000 метров. При этом в беге на "пятёрке" Кондаков установил мировой рекорд 7:08.92 сек, который продержался менее года – 30 января 1976-го Ханс ван Хелден из Нидерландов пробежал на 1,1 секунды быстрее и установил всесоюзный рекорд в сумме многоборья - 168,256 очков. На дебютном чемпионате Европы в Херенвене финишировал на 6-м месте в многоборье. На VIII зимней Спартакиаде профсоюзов СССР стал первым на 1500 метров, вторым на 1000 и 5000 метров и третьим на 10000 метров. 
В 1976 году Юре чертовски не везло. Что ни старт то неудача. Вот и в конце января на чемпионате Европы в Осло занял 11-е место в многоборье. На зимних Олимпийских играх в Инсбруке Юра ехал за победой, но накануне старта заболел гриппом, у него был жар. На следующий день он вышел на старт, напившись таблеток. В главном забеге на 1500 метров он бежал с норвежцем Яном Сторхольтом и завоевал серебро. После игр на чемпионате мира финишировал только на 14-м месте.
Через год на первенстве СССР стал бронзовым призёром в забеге на 1500 метров. А в 1978 году на чемпионате Европы в Осло он выиграл малую золотую медаль в беге на 1500 метров и занял 6-е место в сумме многоборья. Через две недели на чемпионате СССР финишировал третьим на 1500 метров. 
В 1980 на зимней Олимпиаде в Лейк-Плэсиде Кондаков занял пятое место на своей коронной дистанции 1500 метров. В марте конькобежец выиграл свой последний титул чемпиона СССР на дистанции 1500 метров. В то время Юрий переехал жить в Киев и в 1982 году стал чемпионом Украинской ССР на дистанциях на 1500 и 5000 метров. В том же году завершил карьеру спортсмена. 
После завершения карьеры Кондаков переехал на Украину, в Киев, где и живёт до сих пор.

## Награды
- 10 мая 1976 года - награждён медалью «За трудовую доблесть»[16].